# Viking metal
Il viking metal è un genere musicale che nasce in Scandinavia sul finire degli anni ottanta.

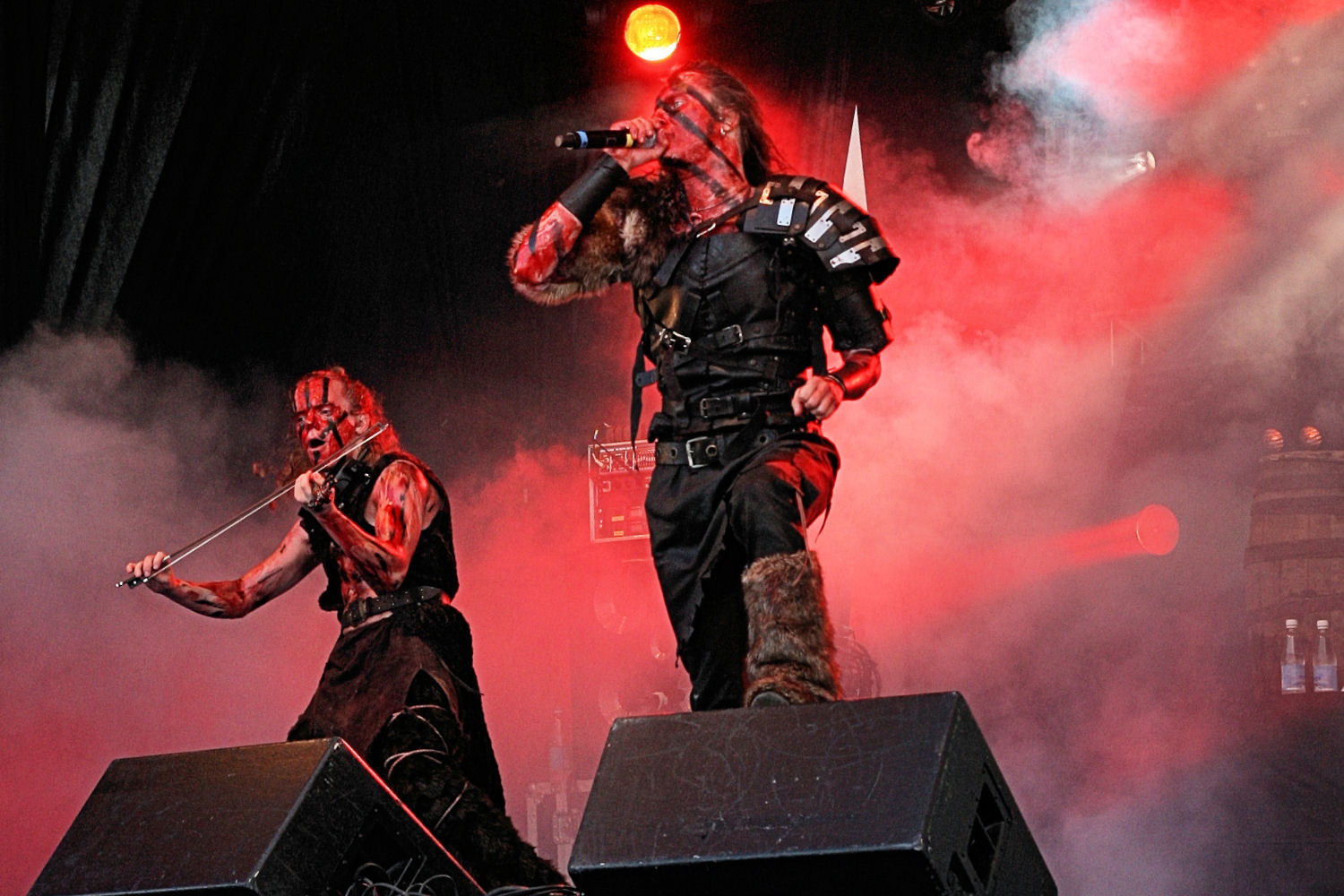
I Turisas in concerto nel 2008

## Storia

### Le origini
Fondatore indiscusso del viking metal è ritenuto Quorthon. Infatti, sul finire degli anni ottanta, diede vita a questo genere, assieme al suo progetto musicale Bathory, di cui fu l'unico membro fisso, con gli album Blood Fire Death e Hammerheart. Il primo vero album viking è però considerato Hammerheart, dato che con Blood Fire si introduce un nuovo genere musicale, che poi caratterizzerà interamente la sonorità dei successivi due album (Hammerheart, appunto, e Twilight of the Gods). Il gruppo tornerà poi ad avvicinarsi a generi metal tradizionali, ma dato l'interesse dei fan, riprenderà lo stile viking per gli album Blood on Ice e la prima parte di un complesso di 4 album interrotti dalla prematura scomparsa di Quorthon, morto di infarto. Il gruppo si scioglie avendo in Quorthon l'unico membro fisso. Nel frattempo però sono sorti nuovi gruppi ed il genere continua.

### Un genere prettamente scandinavo: gli anni novanta
Dalle sue idee prendono spunto molti gruppi, prima svedesi e poi anche norvegesi, come i Mithotyn, gli Einherjer, gli Enslaved, i Windir e i più sperimentali Borknagar.

### La diffusione in europa settentrionale e nel resto del mondo: il ventunesimo secolo
Dal 2000 entrano a far parte della scena viking anche gruppi di origine non scandinava come i faroesi Týr che pubblicano nello stesso anno l'omonimo demo di debutto, poi seguito nel 2002 dall'album How Far to Asgaard. Nasceranno anche parecchi gruppi viking con influenze folk, tra cui molti finlandesi, come Finntroll, Turisas, Ensiferum, Falkenbach, Lumsk, Einherjer, Thyrfing, Månegarm (misto di folk, viking e black), Moonsorrow, Welicoruss, e anche Storm e Isengard di Fenriz (Gylve "Fenriz" Nagell, batterista  dei Darkthrone).

## Lo stile
Il viking metal nasce come evoluzione del Black metal; di questo genere mantiene le ritmiche dure e pesanti, ma molto rallentate, e perde progressivamente l'uso del cantato scream/growl, anche se quest'ultimo aspetto va a sola discrezione del gruppo; infatti non troviamo solo cantati growl nella scena viking ma anche scream e growl, usati solitamente solo a tratti, come per i Bathory in Blood Fire Death e Hammerheart.
Di innovativo il viking ha soprattutto i testi, generalmente di carattere epico; spesso sono narrate le leggende della mitologia scandinava, ma si differenzia dal black anche per i cori, che in quest'ultimo sono assenti; oltre che spesso (seppur non obbligatoriamente) sonorità locali e folkloristiche, come per i Finntroll che implementano elementi mutuati dalla polka finlandese. In quest'ultimo caso i testi sono inclini ad adattarsi al sound nell'esprimere tematiche e riferimenti a storie, tradizioni o eventi popolari.